# 프리드리히 라첼

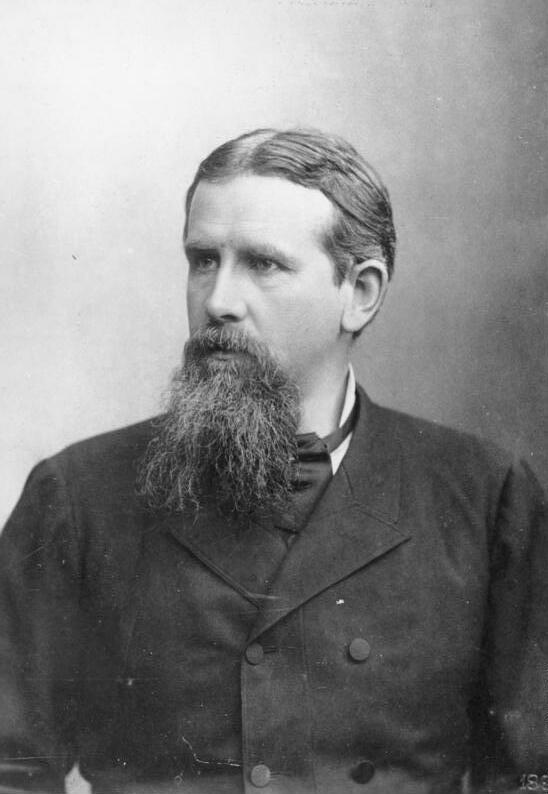
프리드리히 라첼

프리드리히 라첼(Friedrich Ratzel, 1844년 8월 30일 ~ 1904년 8월 9일)은 독일의 지리학자이다. 사회적 진화론의 영향이 강한 사상을 특징으로한다. 정치지리학의 시조이기도 하다. 환경 결정론자로 인식되는 경향이며, 인류학계에서 진화주의에 대한 전파주의의 주창자로 평가되고 있다.

## 같이 보기
- 카를 리터